# Acrobasis ostryella
Acrobasis ostryella is een vlinder uit de familie van de snuitmotten (Pyralidae). De wetenschappelijke naam van de soort werd voor het eerst geldig gepubliceerd in 1913 door Charles Russell Ely.